# Kurt Friedrichs
Pour les articles homonymes, voir Friedrichs.
Kurt Otto Friedrichs (28 septembre 1901 – 31 décembre 1982) est un mathématicien germano-américain. Il est le cofondateur du Courant Institute de l'université de New York et détenteur de la National Medal of Science.

## Biographie

### Jeunesse et études
Friedrichs est né à Kiel, Holstein le 28 septembre 1901. Sa famille déménage vite à Düsseldorf, où il grandit. Il étudie dans plusieurs universités allemandes, où il suit des cours sur la philosophie de Heidegger et de Husserl, avant de trouver sa voie dans les mathématiques. Pendant les années 1920, Friedrichs étudie à Göttingen, dont l'institut des mathématiques bénéficie du renom de son directeur, Richard Courant. Courant devient un collègue proche et ami de Friedrichs.

### Carrière
En 1931, Friedrichs devient professeur de mathématiques à l'Université technique Carolo-Wilhelmina de Brunswick. Début février 1933, quelques jours après que Hitler obtient le poste de Chancelier d'Allemagne, Friedrichs tombe amoureux d'une jeune étudiante de confession juive, Nellie Bruell. Leur relation souffre beaucoup des lois de Nuremberg antisémites du gouvernement de Hitler. En 1937, Friedrichs et Nellie Bruell parviennent à émigrer séparément vers New York où ils se marient. Leur mariage sera heureux et ils auront cinq enfants.
Courant quitte l'Allemagne en 1933 et fonde un institut pour les hautes études en mathématiques au sein de l'université de New York. Friedrichs le rejoint quand il arrive en 1937 et y restera 40 ans. Il joue un rôle important dans le développement du Courant Institute of Mathematical Sciences, qui deviendra par la suite l'un des instituts de recherche les plus distingués dans les mathématiques appliquées du monde. Friedrichs meurt à Nouvelle-Rochelle le 31 décembre 1982.
Les travaux les plus connus de Friedrichs aux mathématiques appliquées portent sur les équations différentielles ordinaires, et les équations aux dérivées partielles. Il a également travaillé et publié sur l'existence théorique des solutions de ces équations, les méthodes numériques, les opérateurs différentiels sur les espaces de Hilbert, déformations non-linéaires des plaques, les courants autour d'ailes, ondes solitaires, ondes de choc, combustion, ondes de choc dynamiques magnéto-fluides, flux relativistes, théorie des quanta, perturbation du spectre continu, théorie de la diffraction, et les équations hyperboliques symétriques.
Membre de l'Académie nationales des sciences des États-Unis dès 1959, Friedrichs a reçu plusieurs diplômes et récompenses pour son travail. Il existe un prix étudiant portant le nom de Friedrichs à l'université de New York. En novembre 1977, il reçoit la National Medal of Science des mains du président Jimmy Carter pour « avoir amené la force des mathématiques modernes aux problèmes de la physique, la dynamique des fluides et l'élasticité » (« for bringing the powers of modern mathematics to bear on problems in physics, fluid dynamics, and elasticity. »)

## Ouvrages
- R. von Mises and K. O. Friedrichs, Fluid Dynamics, Springer-Verlag (1971).
- K. O. Friedrichs, Perturbation of Spectra in Hilbert Space, American Mathematical Society (1965).
- K. O. Friedrichs, Mathematical aspects of the quantum theory of fields, Interscience (1953).
- K. O. Friedrichs, Spectral Theory of Operators in Hilbert Space, Springer-Verlag (1981).
- K.O. Friedrichs, Lectures On Advanced Ordinary Differential Equations, Gordon and Breach Science Publishers, New York, (1965).